# Sansa (Pyrénées-Orientales)
Sansa is een gemeente in het Franse departement Pyrénées-Orientales (regio Occitanie) en telt 24 inwoners (1999). De oppervlakte bedraagt 22,27 km², de bevolkingsdichtheid is dus 1,1 inwoners per km².

## Geografie

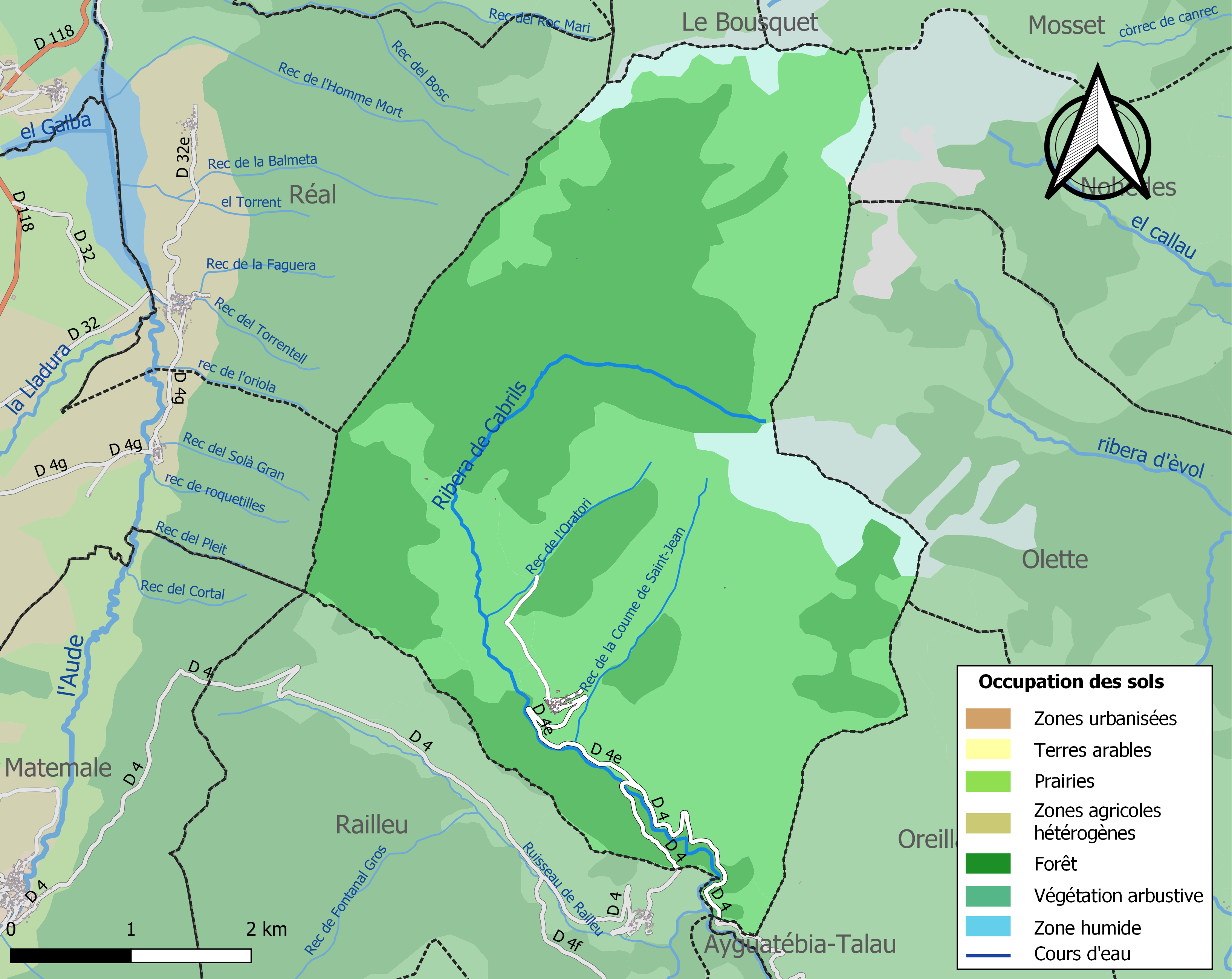
Kaart van de gemeente met de belangrijkste infrastructuur, bodemgebruik en omliggende gemeenten

## Demografie
Onderstaande figuur toont het verloop van het inwonertal (bron: INSEE-tellingen).

1. ↑  Populations de référence 2022.